# GLT1D1
GLT1D1 (англ. Glycosyltransferase 1 domain containing 1) – білок, який кодується однойменним геном, розташованим у людей на 12-й хромосомі. Довжина поліпептидного ланцюга білка становить 346 амінокислот, а молекулярна маса — 38 507.
| 10         |  | 20         |  | 30         |  | 40         |  | 50         |
| ---------- |  | ---------- |  | ---------- |  | ---------- |  | ---------- |
| MRLLFLAVLR |  | PHTGNAVTAQ |  | RVRAHLEAAG |  | HVCVLKDAFD |  | FESRSEIANL |
| ILAENCEAAL |  | ALHLYRGGRL |  | LQGHRIPFGV |  | IFGGTDVNED |  | ANQAEKNTVM |
| GRVLEEARFA |  | VAFTESMKEM |  | AQAQWPHAKG |  | KVYVQSQGIA |  | TTPNAAFNWN |
| TFLQRSEINQ |  | SADNLHIFLL |  | ICGLRQVKDP |  | LYLVDAFSAW |  | HQEEPNVHLV |
| IVGPEVDPVF |  | TREVKAKVKR |  | AAGVRLIGEM |  | PQEDLHAVVK |  | NCFAVVNSSV |
| SEGMSAAILE |  | AMDLEVPVLA |  | RNIPGNAAVV |  | KHEVTGLLFS |  | NPQEFVHLAK |
| RLVSDPALEK |  | EIVVNGREYV |  | RMYHSWQVER |  | DTYQQLIRKL |  | EGSTED     |

A: Аланін

C: Цистеїн

D: Аспарагінова кислота

E: Глутамінова кислота

F: Фенілаланін

G: Гліцин

H: Гістидин

I: Ізолейцин

K: Лізин

L: Лейцин

M: Метіонін

N: Аспарагін

P: Пролін

Q: Глутамін

R: Аргінін

S: Серин

T: Треонін

V: Валін

W: Триптофан

Кодований геном білок за функціями належить до трансфераз, глікозилтрансфераз. 
Задіяний у такому біологічному процесі, як альтернативний сплайсинг. 
Секретований назовні.